# Mężczyźni, którzy nienawidzą kobiet
Mężczyźni, którzy nienawidzą kobiet (szw. Män som hatar kvinnor) – powieść kryminalna szwedzkiego pisarza i dziennikarza Stiega Larssona, będąca pierwszą częścią trylogii Millennium.
Książka została opublikowana w 2005, już po śmierci autora. Pierwsze polskie wydanie miała w roku 2008. Grafika okładki polskiego wydania jest taka sama jak szwedzkiego oryginału.
W roku 2006 pośmiertnie przyznano za nią Stiegowi Larssonowi nagrodę literacką Szklanego Klucza za najlepszą skandynawską powieść kryminalną. Stała się bestsellerem w Szwecji, Polsce i wielu innych krajach świata.
Na podstawie tej powieści w 2009 r. nakręcono film fabularny pod tym samym tytułem oraz pierwsze dwie części miniserialu Millennium. W 2012 ukazał się pierwszy z dwóch komiksów oparty na podstawie powieści. Scenariusz komiksu stworzyła szkocka autorka powieści kryminalnych Denise Mina. Za grafikę odpowiadają artyści Argentyńczyk Leonardo Manco oraz Włoch Andrea Mutti.

## Fabuła
Mikael Blomkvist jest dziennikarzem i wydawcą czasopisma Millennium. Opublikowany przez niego artykuł, oskarżający wpływowego businessmana o korupcję, staje się powodem wszczęcia postępowania przeciwko Mikaelowi i skazania go na karę więzienia. Okryty złą sławą dziennikarz staje się też ciężarem dla czasopisma i chcąc ratować gazetę usuwa się w cień na pewien czas opuszczając redakcję Millennium. Niespodziewanie dostaje propozycję spisania dziejów jednej z najbardziej znanych w kraju rodzin – rodu Vangerów. Jednak prawdziwym zadaniem Blomkvista, o którym wie tylko on, jego zleceniodawca Henrik Vanger i prawnik Dirch Frode, jest próba odkrycia prawdy o tajemniczym zniknięciu w 1966 roku Harriet Vanger – siostrzenicy Henrika. Przez lata, mimo wnikliwego śledztwa policji nie udało się odkryć co stało się z Harriet. Mikael nie może liczyć na członków rodziny Vangerów, z których każdy zdaje się mieć coś do ukrycia, ale z pomocą przychodzi mu genialna researcherka Lisbeth Salander. Wkrótce Blomkvist orientuje się, że jego własne życie może być w niebezpieczeństwie.

## Bohaterowie

### Główni
- Mikael Blomkvist – dziennikarz i wydawca czasopisma Millennium, na początku powieści ma problemy prawne związane z opublikowanym przez siebie artykułem. Po ogłoszeniu wyroku skazującego na karę więzienia zostaje zatrudniony przez Henrika Vangera pod pozorem spisania historii rodu Vangerów. Rzeczywistym celem jest jednak odkrycie prawdy o tajemniczym zniknięciu Harriet Vanger kilkadziesiąt lat wcześniej.
- Lisbeth Salander – genialna hakerka pracująca w Milton Security na stanowisku researchera. Jej głównym zajęciem jest zbieranie informacji na zlecenie. Jest ubezwłasnowolniona i pozostaje pod kuratelą Holgera Palmgrena (później Nilsa Bjurmana).

### Rodzina Vangerów
- Henrik Vanger – 82-letni nestor rodu Vangerów, zleceniodawca Blomkvista. Bardzo zależy mu na odkryciu prawdy dotyczącej zniknięcia Harriet, którą traktował jak córkę. „Chcę abyś znalazł w mojej rodzinie osobę, która zamordowała Harriet Vanger i która od prawie 40 lat próbuje doprowadzić mnie do szaleństwa.”[7]
- Harriet Vanger – cioteczna wnuczka Henrika Vangera (wnuczka jego brata Richarda), zaginęła z wyspy w tajemniczych okolicznościach 22 września 1966 r. w wieku 16 lat. Henrik opisuje ją jako osobę zamkniętą w sobie, osobliwie zainteresowaną religią, wybitnie uzdolnioną, o mocnym kręgosłupie moralnym[7].
- Martin Vanger – brat Harriet, szef koncernu Vangerów
- Gottfried Vanger – ojciec Harriet i Martina Vangerów, syn Richarda, próżniak i alkoholik, w 1965 r. utonął w jeziorze.
- Isabella Vanger – matka Martina i Harriet, żona Gottfrieda. Do Szwecji przybyła w wieku 11 lat, uciekając z ogarniętego wojną Berlina. Chętnie podróżowała i bawiła się nie przykładając wagi do wychowania dzieci.
- Richard Vanger – brat Henrika; nacjonalista, antysemita, w wieku 17 lat przyłączył się do szwedzkiego ruchu nazistowskiego, był ochotnikiem w fińskiej armii w randze kapitana w czasie radziecko-fińskiej wojny zimowej. Poległ w lutym 1940 r. Henrik opisał go: „brutalny tyran bez pozytywnych cech, które by zrównoważyły wady. Bił żonę, znęcał się nad synem, tłamsił go, pomiatał nim jak psem. Zginął gdy Gottfried miał 13 lat i myślę, że to był najszczęśliwszy dzień w życiu tego chłopca.”[7]
- Harald Vanger – brat Henrika i Richarda
- Cecilia Vanger – córka Haralda
- Anita Vanger – siostra Cecilii, córka Haralda

### Poboczni
- Hans-Erik Wennerström – skorumpowany businessman, bohater artykułu, przez którego publikację Blomkvist został skazany na karę więzienia.
- Erika Berger – edytor czasopisma Millennium, wieloletnia przyjaciółka i kochanka Blomkvista
- Holger Palmgren – były kurator Lisbeth. Pozostawał z Salander w dobrej relacji, lecz po przebytym wylewie trafił na rehabilitację
- Nils Bjurman – prawnik, kolejny kurator Lisbeth Salander. Postrzega Lisbeth jako głupią i całkowicie uzależnioną od niego wariatkę. Wykorzystuje ją seksualnie gwałcąc kilkakrotnie, stając się przedmiotem jej wyrafinowanej zemsty.
- Dirch Frode – prawnik i przyjaciel Henrika Vangera
- Dragan Armansky – szef Milton Security, przełożony Lisbeth Salander. Darzy ją szacunkiem i docenia jej niezwykłe umiejętności.

## Adaptacje filmowe
- Millennium: Mężczyźni, którzy nienawidzą kobiet – koprodukcja szwedzko-duńsko-norwesko-niemiecka z 2009 roku wyreżyserowana przez Nielsa Ardena Opleva.;
- Dziewczyna z tatuażem – adaptacja amerykańsko-brytyjsko-niemiecko-szwedzka z 2011 roku w reżyserii Davida Finchera.

## Komiks
- Mężczyźni, którzy nienawidzą kobiet – Księga I, Wydawnictwo Czarna Owca, grudzień 2012 ISBN 978-83-7554-544-9.